# Catherine Gide
Pour les articles homonymes, voir Gide.
Catherine Gide, née le 18 avril 1923 à Annecy et morte le 20 avril 2013 à Olten (Suisse alémanique) à l'âge de 90 ans, est une écrivaine française.

## Biographie
Elle est la fille naturelle et seul enfant d'André Gide, prix Nobel de littérature, et d'Élisabeth Van Rysselberghe (fille de Maria et du peintre Théo van Rysselberghe). Elle fut reconnue par son père à la mort de Madeleine, épouse d'André Gide. Elle épousa en premières noces le germaniste et universitaire Jean Lambert (1914-1999). Catherine Gide met au monde trois enfants, Isabelle (née en 1945), Nicolas (né en 1947) et Dominique (née en 1948). Leur fils Nicolas est mort jeune dans un accident de la route. Son troisième mari fut l'universitaire Peter Schnyder, spécialiste d'André Gide et de son entourage.
Catherine Gide a longtemps vécu à Cabris (Alpes maritimes) dans sa maison de vacances.
La fondation Catherine-Gide a été  créée en 2007 à l’initiative de Catherine Gide, elle a son siège en Suisse.

## Sources et références
1. ↑  « De battre son cœur s'est... », avis de décès sur le site de la Fondation Catherine Gide.
2. ↑  Jean-Pierre Prévost, André Gide, Visages d'un Nobel engagé, album d'exposition, Conseil général de la Gironde, 2012, p. 44.
3. ↑  http://www.fondation-catherine-gide.org/images/pdf/Hommage_CGide.pdf, p. 25.